# Bussulfano
Bussulfano é um fármaco utilizado em medicamentos como antineoplásico.